# Савезни уставни суд Немачке
Савезни уставни суд (  — Бундесферфасунгсгерихт; скраћено: BVerfG) врховни је уставни суд за СР Немачку, основан према уставу тј. основном закону (  — грундгезец) Немачке. Од оснивања с почетком постратне републике, суд се налази у Карлсруеу — намерно удаљен од осталих федералних институција у Берлину (од. раније у Бону) и другим градовима.
Главни задатак суда је судска ревизија, са овлашћењем да прогласи легислативу неуставном и тиме је учини неважећом. По питању овога, сличан је осталим врховним судовима са овлашћењем судске ревизије, с тим да овај суд има и низ других овлашћења и сматра се једним од најефективнијих и најмоћнијих националних судова на свету. За разлику од осталих врховних судова, овај није интегрална фаза судског или апелационог процеса (изузев случајева који се тичу уставног или јавног међународног права) и не служи као регуларни апелациони суд за ниже судове или савезне врховне судове што се тиче било ког кршења федералних закона.
Судска јурисдикција је фокусирана на уставна питања и осигуравање да све владине институције раде у складу са уставом. Уставни амандмани или промене које одобри Скупштина предмет су судске ревизије, пошто морају да буду компатибилни с већином основних принципа грундгезеца који дефинише евигкајтсклаузел.
Рад суда уз огромну фреквенцију уставне контроле — с једне стране, и континуираности у судском самоограничавању и политичкој ревизији — с друге стране, створили су јединствен штит грундгезеца још од Другог светског рата те омогућили значајну контролу над немачком савременом демократијом.

## Галерија
- Бундесферфасунгсгерихт
- Привремена зграда Савезног уставног суда